# J'ai tué Phil Shapiro
J'ai tué Phil Shapiro (titre original : Gates of Eden: stories) est un recueil de nouvelles de Ethan Coen. 
D'abord publié en 1998 par Rob Weisbach Books, il est édité en France par les Éditions de l'Olivier.
La traduction française est de Jacqueline Huet et Jean-Pierre Carasso.

## Extraits
« Il était assis dans son bureau, les yeux levés sur les miens et les doigts figés, au milieu d'une addition, sur sa machine à calculer. Calculus, en latin, c’est un petit caillou ; on s’est longtemps servi de pierres pour compter. J’ai appuyé sur la détente et son visage a explosé, projetant en purée de hareng les éclaboussures de sa cervelle. »

## Réception
Dans le magazine Chronic'art, J'ai tué Phil Shapiro obtient la note de 5/5. Bernard Quiriny y écrit dans sa critique :  « Jouant à enserrer l’irrationnel et le néant dans les fils d’une logique implacable qui crée un comique quasi mécanique, Ethan Coen aurait peut-être pu lasser ; entre ces histoires burlesques truffées de gags se glissent cependant quelques textes atypiques dans lesquels il se livre sans cabotinage ».
Dans le numéro 1769 de l'émission Un livre, un jour, Olivier Barrot, face caméra et depuis la plage de Ventura Beach en Californie, évoque un recueil « où s'entrecroise l'humour et la violence insolite ».